# Limbobotys limbolalis
Limbobotys limbolalis is een vlinder van de familie van de grasmotten (Crambidae). De wetenschappelijke naam van deze soort is voor het eerst voorgesteld als Asopia limbolalis door Frederic Moore in een publicatie uit 1877.
De soort komt voor op de Andamanen.